# Ateca (kommunhuvudort)
Ateca är en kommunhuvudort i Spanien.   Den ligger i provinsen Provincia de Zaragoza och regionen Aragonien, i den nordöstra delen av landet, 190 km nordost om huvudstaden Madrid. Ateca ligger 600 meter över havet och antalet invånare är 2 055.
Terrängen runt Ateca är huvudsakligen kuperad, men norrut är den platt. Ateca ligger nere i en dal. Runt Ateca är det glesbefolkat, med 9 invånare per kvadratkilometer. Närmaste större samhälle är Calatayud, 12,8 km öster om Ateca. Omgivningarna runt Ateca är i huvudsak ett öppet busklandskap.